# Jindřich Veselý
Pour les articles homonymes, voir Veselý.
Jindřich Veselý (Bavorov, 15 juillet 1885 - České Budějovice, 19 septembre 1939) est un marionnettiste tchécoslovaque. Il est l'un des constructeurs du théâtre de marionnettes moderne tchèque.

## Carrière
Il fonde en 1912 la revue Loutkář, revue tchèque sur le théâtre de marionnettes, qui serait la plus ancienne publication relative au théâtre à être encore publiée.
En 1929, il préside l'Union internationale de la marionnette.

## Travaux
- Jindřich Veselý, « Diderot et la mise en question du roman 'réaliste' du dix-huitième siècle », Colloque International Diderot (1713-1784), Paris, Aux Amateurs de Livres, 1985, p. 261-5.